# یرانوهی گاراگاشیان
یرانوهی گاراگاشیان (ارمنی: Երանուհի Գարագաշյան؛ زاده ۱۸۴۸ در اسکدار – درگذشته ۱۶ آوریل ۱۹۲۴ در تفلیس) بازیگر تئاتر ارمنی‌تبار بود.

## زندگی‌نامه
وی در ۱۸۴۸ در ناحیه اسکدار، کنستانتینوپل که در سمت آسیایی تنگه بسفر واقع شده‌است، به دنیا آمد. وی خواهر بزرگتر ورگینه گاراگشیان (۱۸۵۶–۱۹۳۳) هنرپیشه و خواننده سوپرانو بود. وی از فارغ‌التحصیل شد. وی با آلکساندر آرگوتیانتس ازدواج نمود و در تفلیس سکنی گزید جایی که در ۱۶ آوریل ۱۹۲۴ در سن سالگی درگذشت.